# 547.ª Divisão de Granadeiros (Alemanha)
A 547ª Divisão de Granadeiros (em alemão:547. Grenadier-Division) foi uma unidade militar que serviu no Exército alemão durante a Segunda Guerra Mundial. Foi renomeada para 547. Volksgrenadier Division no dia 9 de outubro de 1944, permanecendo com esta designação até o final da guerra.

## Comandantes
| Comandante                                 | Data                                                |
| 547ª Divisão de Granadeiros                | 547ª Divisão de Granadeiros                         |
| ------------------------------------------ | --------------------------------------------------- |
| Generalmajor der Reserve Dr. Ernst Meiners | 13 de julho de 1944 - 9 de outubro de 1944          |
| 547. Volksgrenadier-Division               |                                                     |
| Generalmajor der Reserve Ernst Meiners     | 9 de outubro de 1944 - 8 de fevereiro de 1945 (WIA) |
| SS-Standartenführer Hans Kempin            | fevereiro de 1945 - março de 1945                   |
| Generalmajor Erich Fronhöfer               | 1 de abril de 1945 - 4 de maio de 1945              |

## Oficiais de operações
| Oberstleutnant Carl-Gideon von Claer | 9 de outubro de 1944 - 15 de março de 1945 |
| Major Maß                            | 15 de março de 1945 - 30 de março de 1945  |
| Major Jürgen Wehrmann                | 30 de março de 1945 - abril de 1945        |

## Área de operações
| Frente Oriental, setor central       | julho de 1944 - outubro de 1944 |
| Leste da Prússia & Alemanha Oriental | outubro de 1944 - maio de 1945  |